# 下妻市

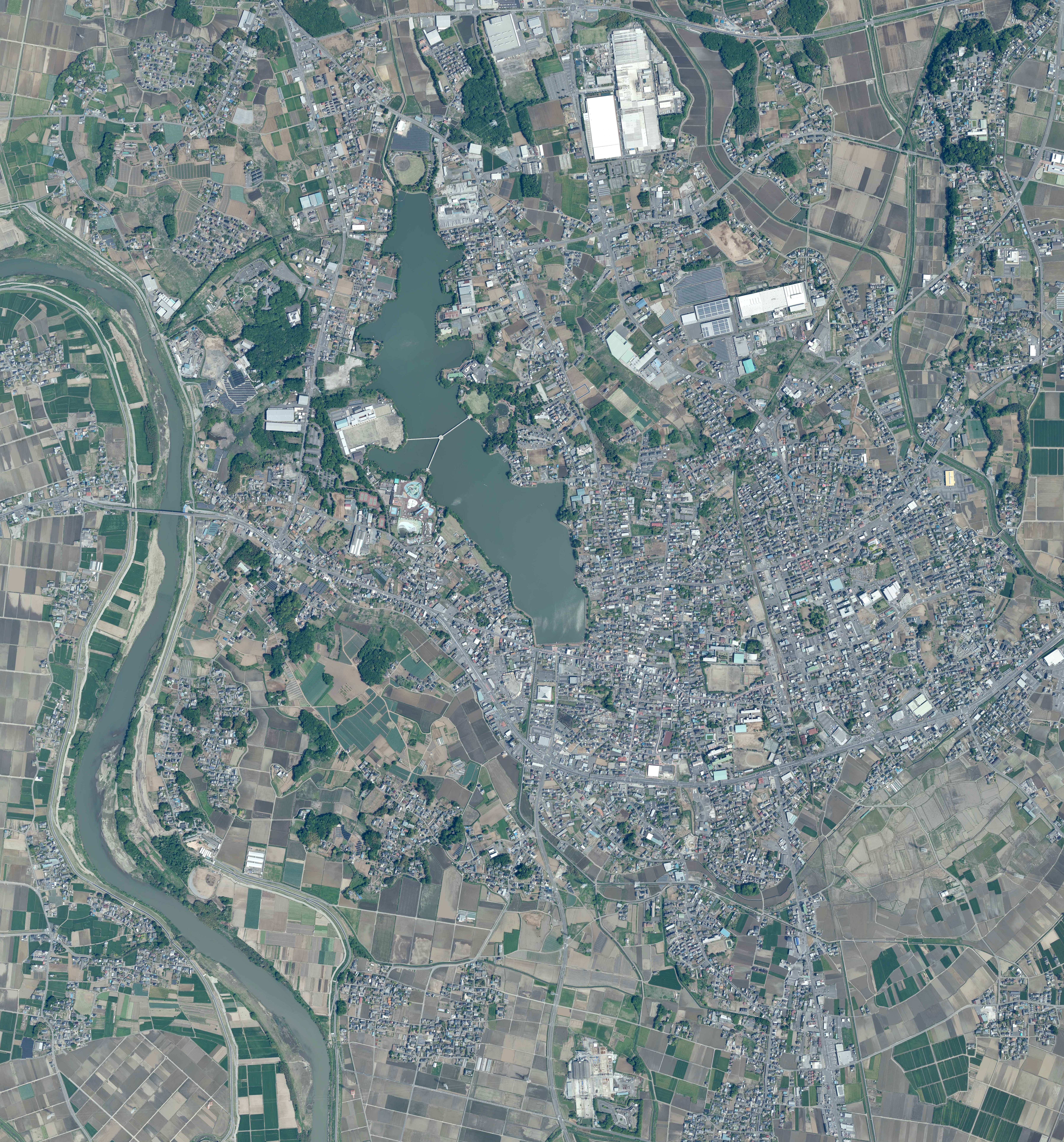
2021年（令和3年）撮影の下妻市中心部周辺の空中写真。市街地北西の湖は砂沼。西側に見える河川は鬼怒川である。
同年5月4日撮影の12枚を合成作成。。

下妻市（しもつまし）は、茨城県西部の県西地域に位置する市。東京都心から約60km圏にある田園都市である。
旧常陸国真壁郡・筑波郡と千葉県より移管された旧下総国結城郡（旧豊田郡・旧岡田郡）で構成される。1954年（昭和29年）市制施行。

## 地理
市東部に小貝川、西部に鬼怒川が流れ、中央部に砂沼がある。

### 気候
| 下妻（1991年 - 2020年）の気候      | 下妻（1991年 - 2020年）の気候 | 下妻（1991年 - 2020年）の気候 | 下妻（1991年 - 2020年）の気候 | 下妻（1991年 - 2020年）の気候 | 下妻（1991年 - 2020年）の気候 | 下妻（1991年 - 2020年）の気候 | 下妻（1991年 - 2020年）の気候 | 下妻（1991年 - 2020年）の気候 | 下妻（1991年 - 2020年）の気候 | 下妻（1991年 - 2020年）の気候 | 下妻（1991年 - 2020年）の気候 | 下妻（1991年 - 2020年）の気候 | 下妻（1991年 - 2020年）の気候 |
| 月                                 | 1月                           | 2月                           | 3月                           | 4月                           | 5月                           | 6月                           | 7月                           | 8月                           | 9月                           | 10月                          | 11月                          | 12月                          | 年                            |
| ---------------------------------- | ----------------------------- | ----------------------------- | ----------------------------- | ----------------------------- | ----------------------------- | ----------------------------- | ----------------------------- | ----------------------------- | ----------------------------- | ----------------------------- | ----------------------------- | ----------------------------- | ----------------------------- |
| 最高気温記録 °C （°F）             | 17.7 (63.9)                   | 23.8 (74.8)                   | 26.1 (79)                     | 29.6 (85.3)                   | 33.3 (91.9)                   | 36.6 (97.9)                   | 37.4 (99.3)                   | 37.7 (99.9)                   | 36.8 (98.2)                   | 32.5 (90.5)                   | 25.5 (77.9)                   | 24.7 (76.5)                   | 37.7 (99.9)                   |
| 平均最高気温 °C （°F）             | 9.0 (48.2)                    | 9.9 (49.8)                    | 13.4 (56.1)                   | 18.8 (65.8)                   | 22.9 (73.2)                   | 25.5 (77.9)                   | 29.2 (84.6)                   | 30.7 (87.3)                   | 27.3 (81.1)                   | 21.7 (71.1)                   | 16.2 (61.2)                   | 11.2 (52.2)                   | 19.6 (67.3)                   |
| 日平均気温 °C （°F）               | 3.0 (37.4)                    | 4.1 (39.4)                    | 7.6 (45.7)                    | 12.9 (55.2)                   | 17.8 (64)                     | 21.1 (70)                     | 24.7 (76.5)                   | 25.8 (78.4)                   | 22.4 (72.3)                   | 16.7 (62.1)                   | 10.5 (50.9)                   | 5.2 (41.4)                    | 14.3 (57.7)                   |
| 平均最低気温 °C （°F）             | −2.4 (27.7)                   | −1.4 (29.5)                   | 2.0 (35.6)                    | 7.3 (45.1)                    | 13.4 (56.1)                   | 17.5 (63.5)                   | 21.3 (70.3)                   | 22.3 (72.1)                   | 18.7 (65.7)                   | 12.4 (54.3)                   | 5.4 (41.7)                    | −0.1 (31.8)                   | 9.7 (49.5)                    |
| 最低気温記録 °C （°F）             | −13.7 (7.3)                   | −11.4 (11.5)                  | −6.4 (20.5)                   | −3.2 (26.2)                   | 2.7 (36.9)                    | 9.9 (49.8)                    | 13.1 (55.6)                   | 14.9 (58.8)                   | 6.8 (44.2)                    | 1.1 (34)                      | −3.8 (25.2)                   | −7.7 (18.1)                   | −13.7 (7.3)                   |
| 降水量 mm （inch）                 | 39.1 (1.539)                  | 39.5 (1.555)                  | 80.2 (3.157)                  | 101.2 (3.984)                 | 122.9 (4.839)                 | 121.2 (4.772)                 | 144.2 (5.677)                 | 123.9 (4.878)                 | 171.9 (6.768)                 | 176.0 (6.929)                 | 70.5 (2.776)                  | 41.2 (1.622)                  | 1,231.8 (48.496)              |
| 平均降水日数 （≥1.0 mm）           | 4.0                           | 5.0                           | 9.0                           | 9.9                           | 10.7                          | 11.7                          | 11.9                          | 8.4                           | 10.9                          | 10.3                          | 6.6                           | 5.1                           | 103.7                         |
| 平均月間日照時間                   | 199.4                         | 184.7                         | 186.2                         | 181.3                         | 177.8                         | 123.0                         | 141.8                         | 175.0                         | 133.2                         | 137.2                         | 154.2                         | 179.3                         | 1,978                         |
| 出典1：Japan Meteorological Agency |                               |                               |                               |                               |                               |                               |                               |                               |                               |                               |                               |                               |                               |
| 出典2：気象庁                      |                               |                               |                               |                               |                               |                               |                               |                               |                               |                               |                               |                               |                               |

### 隣接している市町村
- つくば市
- 筑西市
- 常総市
- 結城郡八千代町

## 市勢
2005年国勢調査速報値によれば人口は36,889人。2006年1月1日に結城郡千代川村を編入合併し、2005年国勢調査の時点で両市村を合わせた人口は46,427人とされる。

### 人口
| |                                        |  |
| 下妻市と全国の年齢別人口分布（2005年） | 下妻市の年齢・男女別人口分布（2005年） |  |
| ■紫色 ― 下妻市 ■緑色 ― 日本全国 | ■青色 ― 男性 ■赤色 ― 女性              |  |
| 下妻市（に相当する地域）の人口の推移 \| 1970年（昭和45年） \| 35,512人 \| \| \| 1975年（昭和50年） \| 37,361人 \| \| \| 1980年（昭和55年） \| 39,337人 \| \| \| 1985年（昭和60年） \| 41,506人 \| \| \| 1990年（平成2年） \| 42,704人 \| \| \| 1995年（平成7年） \| 45,466人 \| \| \| 2000年（平成12年） \| 46,544人 \| \| \| 2005年（平成17年） \| 46,435人 \| \| \| 2010年（平成22年） \| 44,987人 \| \| \| 2015年（平成27年） \| 43,293人 \| \| \| 2020年（令和2年） \| 42,521人 \| \| |                                        |  |
| 総務省統計局 国勢調査より |                                        |  |
| 1970年（昭和45年） | 35,512人                               |  |
| 1975年（昭和50年） | 37,361人                               |  |
| 1980年（昭和55年） | 39,337人                               |  |
| 1985年（昭和60年） | 41,506人                               |  |
| 1990年（平成2年） | 42,704人                               |  |
| 1995年（平成7年） | 45,466人                               |  |
| 2000年（平成12年） | 46,544人                               |  |
| 2005年（平成17年） | 46,435人                               |  |
| 2010年（平成22年） | 44,987人                               |  |
| 2015年（平成27年） | 43,293人                               |  |
| 2020年（令和2年） | 42,521人                               |  |

## 地名の由来
935年（承平5年）の『和名抄』に「しもつま」として記されているのが、史料初見とされている。現在の市名「下妻」と書き記すようになったのは、おおむね鎌倉時代以降といわれている。

## 歴史

### 年表

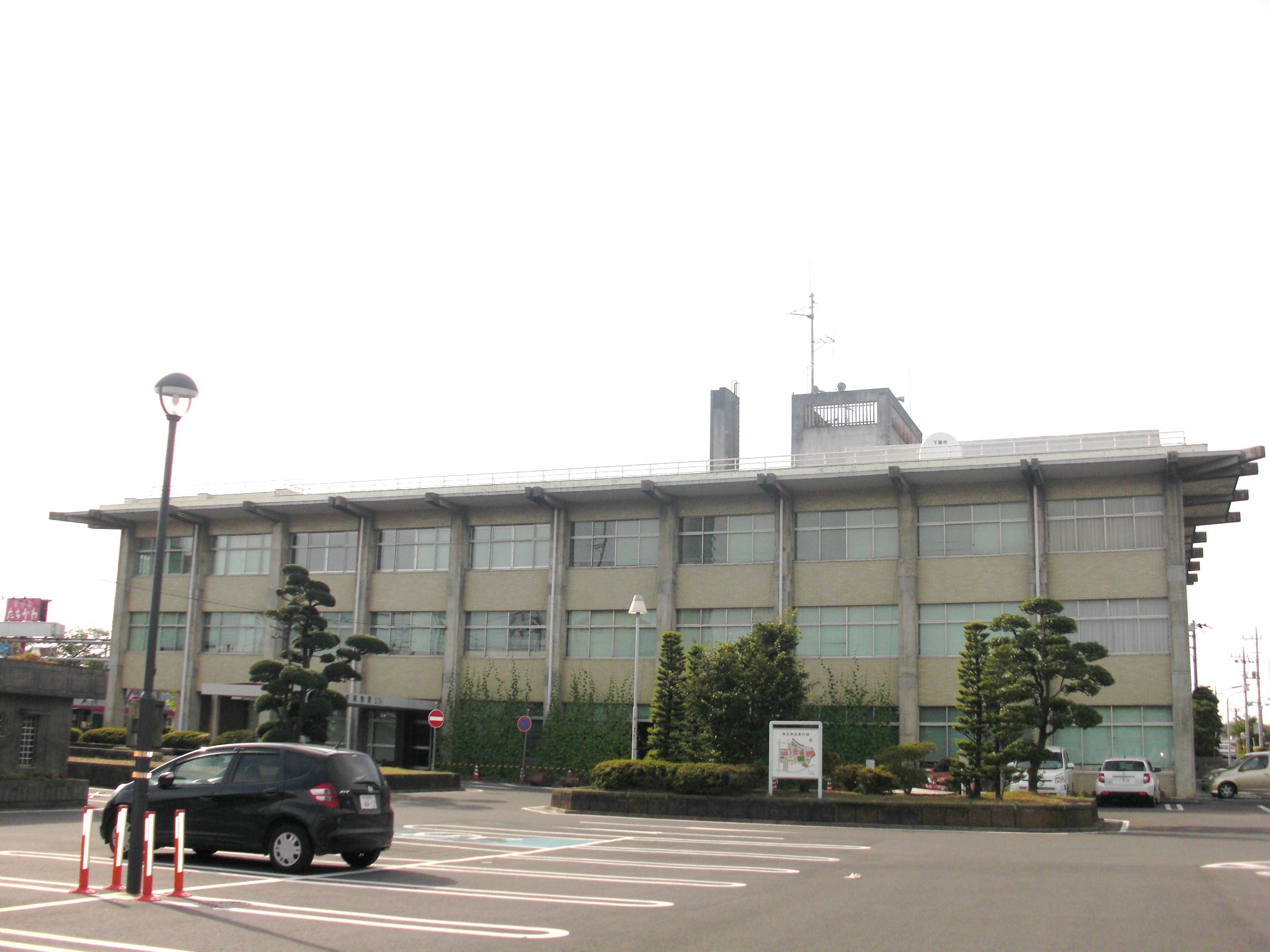
旧下妻市役所（2008年）

- 室町時代から戦国時代にかけて、多賀谷氏が下妻城（多賀谷城）を築き、拠点としていた[3]。
- 江戸時代には下妻藩が置かれていた。
- 1889年（明治22年）4月1日 - 町村制施行に伴い、真壁郡下妻町が発足。
- 1913年（大正2年）11月1日 - 常総鉄道（現在の関東鉄道常総線）が開業。
- 1953年（昭和28年）5月18日 - 国道125号が制定。
- 1954年（昭和29年）
  - 4月1日 - 真壁郡騰波ノ江村、大宝村を編入。
  - 6月1日 - 真壁郡上妻村、結城郡総上村、豊加美村、筑波郡高道祖村を編入、市制施行。下妻市となる。
- 1970年（昭和45年）4月1日 - 国道294号が制定。
- 1995年（平成7年）3月23日 - 常総バイパスが開通。
- 2003年（平成15年）5月10日 - 土地区画整理事業に伴う新字名として、大字本宿町2丁目、大字本城町3丁目、大字田町1丁目・2丁目（それぞれ旧大字下妻の各一部）を設定[4][5]。
- 2006年（平成18年）1月1日 結城郡千代川村を編入。
- 2023年（令和5年）5月8日 - 市役所新庁舎開庁（同年4月6日竣工）[6]。

### 行政区域変遷
- 変遷の年表

| 下妻市市域の変遷（年表） | 下妻市市域の変遷（年表） | 下妻市市域の変遷（年表） |
| 年                       | 月日                     | 現下妻市市域に関連する行政区域変遷 |
| ------------------------ | ------------------------ | --- |
| 1889年（明治22年）       | 4月1日                   | 町村制施行により、以下の町村がそれぞれ発足。 - 旧下妻市 - 真壁郡 - 下妻町 ← 下妻町・砂沼新田・坂本新田・大木新田 - 大宝村 ← 下木戸村・横根村・平川戸村・比毛村・堀籠村・大串村・福田新田・ 平沼新田・大宝村・北大宝村 - 騰波ノ江村 ← 忠左衛門新田・若柳村・上新田村・数須村・中新田村・下新田村・筑波島村 - 上妻村 ← 江村・黒駒村・平方村・尻手村・柴村・大木村・渋井村・半谷村・ 赤須村・桐ケ瀬村・前河原村・長塚村 - 豊田郡 - 総上村 ← 小島村・今泉村・中居指村・二本紀村・古沢村・袋畑村 - 豊加美村 ← 山尻村・谷田部村・柳原村・加養村・樋橋村・肘谷村・新堀村 - 筑波郡 - 高道祖村 ← 高道祖村単独で村制施行 - 旧千代川村 - 豊田郡 - 宗道村 ← 田下村・下栗村・本宗道村・新宗道村・渋田村・伊古立村・長萱村・ 唐崎村・見田村 - 玉村 ← 羽子村・小保川村・原宿村・若宮戸村・原村 - 蚕飼村 ← 大園木村・鯨村 - 岡田郡 - 大形村 ← 鎌庭村・五箇村・別府村・皆葉村・村岡村 |
| 1896年（明治29年）       | 4月1日                   | 豊田郡・岡田郡は結城郡に編入。 |
| 1930年（昭和5年）        |                          | 上妻村の一部（江の一部）は関本町に編入。 |
| 1939年（昭和14年）       |                          | - 上妻村の一部（長塚）は下妻町に編入。 - 下妻町の一部（大木新田）は上妻村に編入。 |
| 1952年（昭和27年）       |                          | - 大宝村の一部（大宝・福田新田の各一部）は上妻村に編入。 - 上妻村の一部（大木・大木新田の各一部）は大宝村に編入。 |
| 1954年（昭和29年）       | 4月1日                   | 大宝村・騰波ノ江村は下妻町に編入。 |
| 1954年（昭和29年）       | 6月1日                   | 上妻村・総上村・豊加美村・高道祖村は下妻町に編入。 - 同日、下妻町は市制施行し下妻市になる。 |
| 1954年（昭和29年）       | 10月10日                 | 玉村の一部（羽子・原）は宗道村に編入。 |
| 1955年（昭和30年）       | 1月1日                   | 宗道村・蚕飼村・大形村とともに合併し千代川村が発足。 |
| 2006年（平成18年）       | 1月1日                   | 千代川村は下妻市に編入。 |

- 変遷表

| 下妻市市域の変遷表（※細かい境界の変遷は省略） | 下妻市市域の変遷表（※細かい境界の変遷は省略） | 下妻市市域の変遷表（※細かい境界の変遷は省略） | 下妻市市域の変遷表（※細かい境界の変遷は省略） | 下妻市市域の変遷表（※細かい境界の変遷は省略） | 下妻市市域の変遷表（※細かい境界の変遷は省略） | 下妻市市域の変遷表（※細かい境界の変遷は省略） | 下妻市市域の変遷表（※細かい境界の変遷は省略） | 下妻市市域の変遷表（※細かい境界の変遷は省略） | 下妻市市域の変遷表（※細かい境界の変遷は省略） |
| 1868年 以前                                   | 1868年 以前                                   | 1868年 以前                                   | 明治元年 - 明治22年                           | 明治22年 4月1日                               | 明治22年 - 昭和19年                           | 昭和20年 - 昭和64年                           | 昭和20年 - 昭和64年                           | 平成元年 - 現在                               | 現在                                          |
| --------------------------------------------- | --------------------------------------------- | --------------------------------------------- | --------------------------------------------- | --------------------------------------------- | --------------------------------------------- | --------------------------------------------- | --------------------------------------------- | --------------------------------------------- | --------------------------------------------- |
| 真壁郡                                        |                                               | 城廻村                                        | 明治15年 下妻町                               | 下妻町                                        | 下妻町                                        | 下妻町                                        | 昭和29年6月1日 市制                           | 下妻市                                        | 下妻市                                        |
| 真壁郡                                        | 東当郷村                                      |                                               | 明治15年 下妻町                               | 下妻町                                        | 下妻町                                        | 下妻町                                        | 昭和29年6月1日 市制                           | 下妻市                                        | 下妻市                                        |
| 真壁郡                                        | 西当郷村                                      |                                               | 明治15年 下妻町                               | 下妻町                                        | 下妻町                                        | 下妻町                                        | 昭和29年6月1日 市制                           | 下妻市                                        | 下妻市                                        |
| 真壁郡                                        | 南当郷村                                      |                                               | 明治15年 下妻町                               | 下妻町                                        | 下妻町                                        | 下妻町                                        | 昭和29年6月1日 市制                           | 下妻市                                        | 下妻市                                        |
| 真壁郡                                        | 砂沼新田                                      |                                               |                                               | 下妻町                                        | 下妻町                                        | 下妻町                                        | 昭和29年6月1日 市制                           | 下妻市                                        | 下妻市                                        |
| 真壁郡                                        | 坂本新田                                      |                                               |                                               | 下妻町                                        | 下妻町                                        | 下妻町                                        | 昭和29年6月1日 市制                           | 下妻市                                        | 下妻市                                        |
| 真壁郡                                        |                                               | 長塚村                                        | 長塚村                                        | 上妻村 の一部                                 | 昭和14年 下妻町に編入                         | 下妻町                                        | 昭和29年6月1日 市制                           | 下妻市                                        | 下妻市                                        |
| 真壁郡                                        |                                               | 下木戸村                                      | 下木戸村                                      | 大宝村                                        | 大宝村                                        | 昭和29年4月1日 下妻町に編入                   | 昭和29年6月1日 市制                           | 下妻市                                        | 下妻市                                        |
| 真壁郡                                        | 横根村                                        |                                               |                                               | 大宝村                                        | 大宝村                                        | 昭和29年4月1日 下妻町に編入                   | 昭和29年6月1日 市制                           | 下妻市                                        | 下妻市                                        |
| 真壁郡                                        | 平川戸村                                      |                                               |                                               | 大宝村                                        | 大宝村                                        | 昭和29年4月1日 下妻町に編入                   | 昭和29年6月1日 市制                           | 下妻市                                        | 下妻市                                        |
| 真壁郡                                        | 比毛村                                        |                                               |                                               | 大宝村                                        | 大宝村                                        | 昭和29年4月1日 下妻町に編入                   | 昭和29年6月1日 市制                           | 下妻市                                        | 下妻市                                        |
| 真壁郡                                        | 堀籠村                                        |                                               |                                               | 大宝村                                        | 大宝村                                        | 昭和29年4月1日 下妻町に編入                   | 昭和29年6月1日 市制                           | 下妻市                                        | 下妻市                                        |
| 真壁郡                                        | 大串村                                        |                                               |                                               | 大宝村                                        | 大宝村                                        | 昭和29年4月1日 下妻町に編入                   | 昭和29年6月1日 市制                           | 下妻市                                        | 下妻市                                        |
| 真壁郡                                        | 福田新田                                      |                                               |                                               | 大宝村                                        | 大宝村                                        | 昭和29年4月1日 下妻町に編入                   | 昭和29年6月1日 市制                           | 下妻市                                        | 下妻市                                        |
| 真壁郡                                        | 平沼新田                                      |                                               |                                               | 大宝村                                        | 大宝村                                        | 昭和29年4月1日 下妻町に編入                   | 昭和29年6月1日 市制                           | 下妻市                                        | 下妻市                                        |
| 真壁郡                                        | 大宝村                                        |                                               |                                               | 大宝村                                        | 大宝村                                        | 昭和29年4月1日 下妻町に編入                   | 昭和29年6月1日 市制                           | 下妻市                                        | 下妻市                                        |
| 真壁郡                                        | 北大宝村                                      |                                               |                                               | 大宝村                                        | 大宝村                                        | 昭和29年4月1日 下妻町に編入                   | 昭和29年6月1日 市制                           | 下妻市                                        | 下妻市                                        |
| 真壁郡                                        |                                               | 忠左衛門新田                                  | 忠左衛門新田                                  | 騰波ノ江村                                    | 騰波ノ江村                                    | 昭和29年4月1日 下妻町に編入                   | 昭和29年6月1日 市制                           | 下妻市                                        | 下妻市                                        |
| 真壁郡                                        | 若柳村                                        |                                               |                                               | 騰波ノ江村                                    | 騰波ノ江村                                    | 昭和29年4月1日 下妻町に編入                   | 昭和29年6月1日 市制                           | 下妻市                                        | 下妻市                                        |
| 真壁郡                                        | 上新田村                                      |                                               |                                               | 騰波ノ江村                                    | 騰波ノ江村                                    | 昭和29年4月1日 下妻町に編入                   | 昭和29年6月1日 市制                           | 下妻市                                        | 下妻市                                        |
| 真壁郡                                        | 数須村                                        |                                               |                                               | 騰波ノ江村                                    | 騰波ノ江村                                    | 昭和29年4月1日 下妻町に編入                   | 昭和29年6月1日 市制                           | 下妻市                                        | 下妻市                                        |
| 真壁郡                                        | 中新田村                                      |                                               |                                               | 騰波ノ江村                                    | 騰波ノ江村                                    | 昭和29年4月1日 下妻町に編入                   | 昭和29年6月1日 市制                           | 下妻市                                        | 下妻市                                        |
| 真壁郡                                        | 下新田村                                      |                                               |                                               | 騰波ノ江村                                    | 騰波ノ江村                                    | 昭和29年4月1日 下妻町に編入                   | 昭和29年6月1日 市制                           | 下妻市                                        | 下妻市                                        |
| 真壁郡                                        | 筑波島村                                      |                                               |                                               | 騰波ノ江村                                    | 騰波ノ江村                                    | 昭和29年4月1日 下妻町に編入                   | 昭和29年6月1日 市制                           | 下妻市                                        | 下妻市                                        |
| 真壁郡                                        |                                               | 江村                                          | 江村                                          | 上妻村                                        | 上妻村                                        | 上妻村                                        | 昭和29年6月1日 下妻町に編入                   | 下妻市                                        | 下妻市                                        |
| 真壁郡                                        | 黒駒村                                        |                                               |                                               | 上妻村                                        | 上妻村                                        | 上妻村                                        | 昭和29年6月1日 下妻町に編入                   | 下妻市                                        | 下妻市                                        |
| 真壁郡                                        | 平方村                                        |                                               |                                               | 上妻村                                        | 上妻村                                        | 上妻村                                        | 昭和29年6月1日 下妻町に編入                   | 下妻市                                        | 下妻市                                        |
| 真壁郡                                        | 尻手村                                        |                                               |                                               | 上妻村                                        | 上妻村                                        | 上妻村                                        | 昭和29年6月1日 下妻町に編入                   | 下妻市                                        | 下妻市                                        |
| 真壁郡                                        | 柴村                                          |                                               |                                               | 上妻村                                        | 上妻村                                        | 上妻村                                        | 昭和29年6月1日 下妻町に編入                   | 下妻市                                        | 下妻市                                        |
| 真壁郡                                        | 渋井村                                        |                                               |                                               | 上妻村                                        | 上妻村                                        | 上妻村                                        | 昭和29年6月1日 下妻町に編入                   | 下妻市                                        | 下妻市                                        |
| 真壁郡                                        | 半谷村                                        |                                               |                                               | 上妻村                                        | 上妻村                                        | 上妻村                                        | 昭和29年6月1日 下妻町に編入                   | 下妻市                                        | 下妻市                                        |
| 真壁郡                                        | 赤須村                                        |                                               |                                               | 上妻村                                        | 上妻村                                        | 上妻村                                        | 昭和29年6月1日 下妻町に編入                   | 下妻市                                        | 下妻市                                        |
| 真壁郡                                        | 桐ケ瀬村                                      |                                               |                                               | 上妻村                                        | 上妻村                                        | 上妻村                                        | 昭和29年6月1日 下妻町に編入                   | 下妻市                                        | 下妻市                                        |
| 真壁郡                                        | 前河原村                                      |                                               |                                               | 上妻村                                        | 上妻村                                        | 上妻村                                        | 昭和29年6月1日 下妻町に編入                   | 下妻市                                        | 下妻市                                        |
| 真壁郡                                        |                                               | 大木村                                        | 大木村                                        | 上妻村                                        | 上妻村                                        | 上妻村                                        | 昭和29年6月1日 下妻町に編入                   | 下妻市                                        | 下妻市                                        |
| 真壁郡                                        |                                               | 大木村                                        | 明治元年 大木新田                             | 下妻町 の一部                                 | 昭和14年 上妻村に編入                         | 上妻村                                        | 昭和29年6月1日 下妻町に編入                   | 下妻市                                        | 下妻市                                        |
| 筑波郡                                        |                                               | 高道祖村                                      | 高道祖村                                      | 高道祖村                                      | 高道祖村                                      | 高道祖村                                      | 昭和29年6月1日 下妻町に編入                   | 下妻市                                        | 下妻市                                        |
| 豊田郡                                        |                                               | 小島村                                        | 小島村                                        | 総上村                                        | 明治29年4月1日 結城郡に編入                   | 総上村                                        | 昭和29年6月1日 下妻町に編入                   | 下妻市                                        | 下妻市                                        |
| 豊田郡                                        | 今泉村                                        |                                               |                                               | 総上村                                        | 明治29年4月1日 結城郡に編入                   | 総上村                                        | 昭和29年6月1日 下妻町に編入                   | 下妻市                                        | 下妻市                                        |
| 豊田郡                                        | 中居指村                                      |                                               |                                               | 総上村                                        | 明治29年4月1日 結城郡に編入                   | 総上村                                        | 昭和29年6月1日 下妻町に編入                   | 下妻市                                        | 下妻市                                        |
| 豊田郡                                        |                                               | 松岡村                                        | 明治11年 二本紀村                             | 総上村                                        | 明治29年4月1日 結城郡に編入                   | 総上村                                        | 昭和29年6月1日 下妻町に編入                   | 下妻市                                        | 下妻市                                        |
| 豊田郡                                        | 行田村                                        |                                               | 明治11年 二本紀村                             | 総上村                                        | 明治29年4月1日 結城郡に編入                   | 総上村                                        | 昭和29年6月1日 下妻町に編入                   | 下妻市                                        | 下妻市                                        |
| 豊田郡                                        | 古沢村                                        |                                               |                                               | 総上村                                        | 明治29年4月1日 結城郡に編入                   | 総上村                                        | 昭和29年6月1日 下妻町に編入                   | 下妻市                                        | 下妻市                                        |
| 豊田郡                                        | 袋畑村                                        |                                               |                                               | 総上村                                        | 明治29年4月1日 結城郡に編入                   | 総上村                                        | 昭和29年6月1日 下妻町に編入                   | 下妻市                                        | 下妻市                                        |
| 豊田郡                                        |                                               | 山尻村                                        | 山尻村                                        | 豊加美村                                      | 明治29年4月1日 結城郡に編入                   | 豊加美村                                      | 昭和29年6月1日 下妻町に編入                   | 下妻市                                        | 下妻市                                        |
| 豊田郡                                        | 谷田部村                                      |                                               |                                               | 豊加美村                                      | 明治29年4月1日 結城郡に編入                   | 豊加美村                                      | 昭和29年6月1日 下妻町に編入                   | 下妻市                                        | 下妻市                                        |
| 豊田郡                                        | 柳原村                                        |                                               |                                               | 豊加美村                                      | 明治29年4月1日 結城郡に編入                   | 豊加美村                                      | 昭和29年6月1日 下妻町に編入                   | 下妻市                                        | 下妻市                                        |
| 豊田郡                                        | 加養村                                        |                                               |                                               | 豊加美村                                      | 明治29年4月1日 結城郡に編入                   | 豊加美村                                      | 昭和29年6月1日 下妻町に編入                   | 下妻市                                        | 下妻市                                        |
| 豊田郡                                        | 樋橋村                                        |                                               |                                               | 豊加美村                                      | 明治29年4月1日 結城郡に編入                   | 豊加美村                                      | 昭和29年6月1日 下妻町に編入                   | 下妻市                                        | 下妻市                                        |
| 豊田郡                                        | 肘谷村                                        |                                               |                                               | 豊加美村                                      | 明治29年4月1日 結城郡に編入                   | 豊加美村                                      | 昭和29年6月1日 下妻町に編入                   | 下妻市                                        | 下妻市                                        |
| 豊田郡                                        | 新堀村                                        |                                               |                                               | 豊加美村                                      | 明治29年4月1日 結城郡に編入                   | 豊加美村                                      | 昭和29年6月1日 下妻町に編入                   | 下妻市                                        | 下妻市                                        |
| 豊田郡                                        |                                               | 田下村                                        | 田下村                                        | 宗道村                                        | 明治29年4月1日 結城郡に編入                   | 宗道村                                        | 昭和30年1月1日 千代川村                       | 平成18年1月1日 下妻市に編入                   | 下妻市                                        |
| 豊田郡                                        | 下栗村                                        |                                               |                                               | 宗道村                                        | 明治29年4月1日 結城郡に編入                   | 宗道村                                        | 昭和30年1月1日 千代川村                       | 平成18年1月1日 下妻市に編入                   | 下妻市                                        |
| 豊田郡                                        | 本宗道村                                      |                                               |                                               | 宗道村                                        | 明治29年4月1日 結城郡に編入                   | 宗道村                                        | 昭和30年1月1日 千代川村                       | 平成18年1月1日 下妻市に編入                   | 下妻市                                        |
| 豊田郡                                        | 新宗道村                                      |                                               |                                               | 宗道村                                        | 明治29年4月1日 結城郡に編入                   | 宗道村                                        | 昭和30年1月1日 千代川村                       | 平成18年1月1日 下妻市に編入                   | 下妻市                                        |
| 豊田郡                                        | 渋田村                                        |                                               |                                               | 宗道村                                        | 明治29年4月1日 結城郡に編入                   | 宗道村                                        | 昭和30年1月1日 千代川村                       | 平成18年1月1日 下妻市に編入                   | 下妻市                                        |
| 豊田郡                                        | 伊古立村                                      |                                               |                                               | 宗道村                                        | 明治29年4月1日 結城郡に編入                   | 宗道村                                        | 昭和30年1月1日 千代川村                       | 平成18年1月1日 下妻市に編入                   | 下妻市                                        |
| 豊田郡                                        | 長萱村                                        |                                               |                                               | 宗道村                                        | 明治29年4月1日 結城郡に編入                   | 宗道村                                        | 昭和30年1月1日 千代川村                       | 平成18年1月1日 下妻市に編入                   | 下妻市                                        |
| 豊田郡                                        | 唐崎村                                        |                                               |                                               | 宗道村                                        | 明治29年4月1日 結城郡に編入                   | 宗道村                                        | 昭和30年1月1日 千代川村                       | 平成18年1月1日 下妻市に編入                   | 下妻市                                        |
| 豊田郡                                        | 見田村                                        |                                               |                                               | 宗道村                                        | 明治29年4月1日 結城郡に編入                   | 宗道村                                        | 昭和30年1月1日 千代川村                       | 平成18年1月1日 下妻市に編入                   | 下妻市                                        |
| 豊田郡                                        |                                               | 羽子村                                        | 羽子村                                        | 玉村の 一部                                   | 明治29年4月1日 結城郡に編入                   | 昭和29年10月10日 宗道村に編入                 | 昭和30年1月1日 千代川村                       | 平成18年1月1日 下妻市に編入                   | 下妻市                                        |
| 豊田郡                                        | 原村                                          |                                               |                                               | 玉村の 一部                                   | 明治29年4月1日 結城郡に編入                   | 昭和29年10月10日 宗道村に編入                 | 昭和30年1月1日 千代川村                       | 平成18年1月1日 下妻市に編入                   | 下妻市                                        |
| 豊田郡                                        |                                               | 大園木村                                      | 大園木村                                      | 蚕飼村                                        | 明治29年4月1日 結城郡に編入                   | 蚕飼村                                        | 昭和30年1月1日 千代川村                       | 平成18年1月1日 下妻市に編入                   | 下妻市                                        |
| 豊田郡                                        | 鯨村                                          |                                               |                                               | 蚕飼村                                        | 明治29年4月1日 結城郡に編入                   | 蚕飼村                                        | 昭和30年1月1日 千代川村                       | 平成18年1月1日 下妻市に編入                   | 下妻市                                        |
| 岡田郡                                        |                                               | 鎌庭村                                        | 鎌庭村                                        | 大形村                                        | 明治29年4月1日 結城郡に編入                   | 大形村                                        | 昭和30年1月1日 千代川村                       | 平成18年1月1日 下妻市に編入                   | 下妻市                                        |
| 岡田郡                                        | 五箇村                                        |                                               |                                               | 大形村                                        | 明治29年4月1日 結城郡に編入                   | 大形村                                        | 昭和30年1月1日 千代川村                       | 平成18年1月1日 下妻市に編入                   | 下妻市                                        |
| 岡田郡                                        | 別府村                                        |                                               |                                               | 大形村                                        | 明治29年4月1日 結城郡に編入                   | 大形村                                        | 昭和30年1月1日 千代川村                       | 平成18年1月1日 下妻市に編入                   | 下妻市                                        |
| 岡田郡                                        | 皆葉村                                        |                                               |                                               | 大形村                                        | 明治29年4月1日 結城郡に編入                   | 大形村                                        | 昭和30年1月1日 千代川村                       | 平成18年1月1日 下妻市に編入                   | 下妻市                                        |
| 岡田郡                                        | 村岡村                                        |                                               |                                               | 大形村                                        | 明治29年4月1日 結城郡に編入                   | 大形村                                        | 昭和30年1月1日 千代川村                       | 平成18年1月1日 下妻市に編入                   | 下妻市                                        |

## 行政

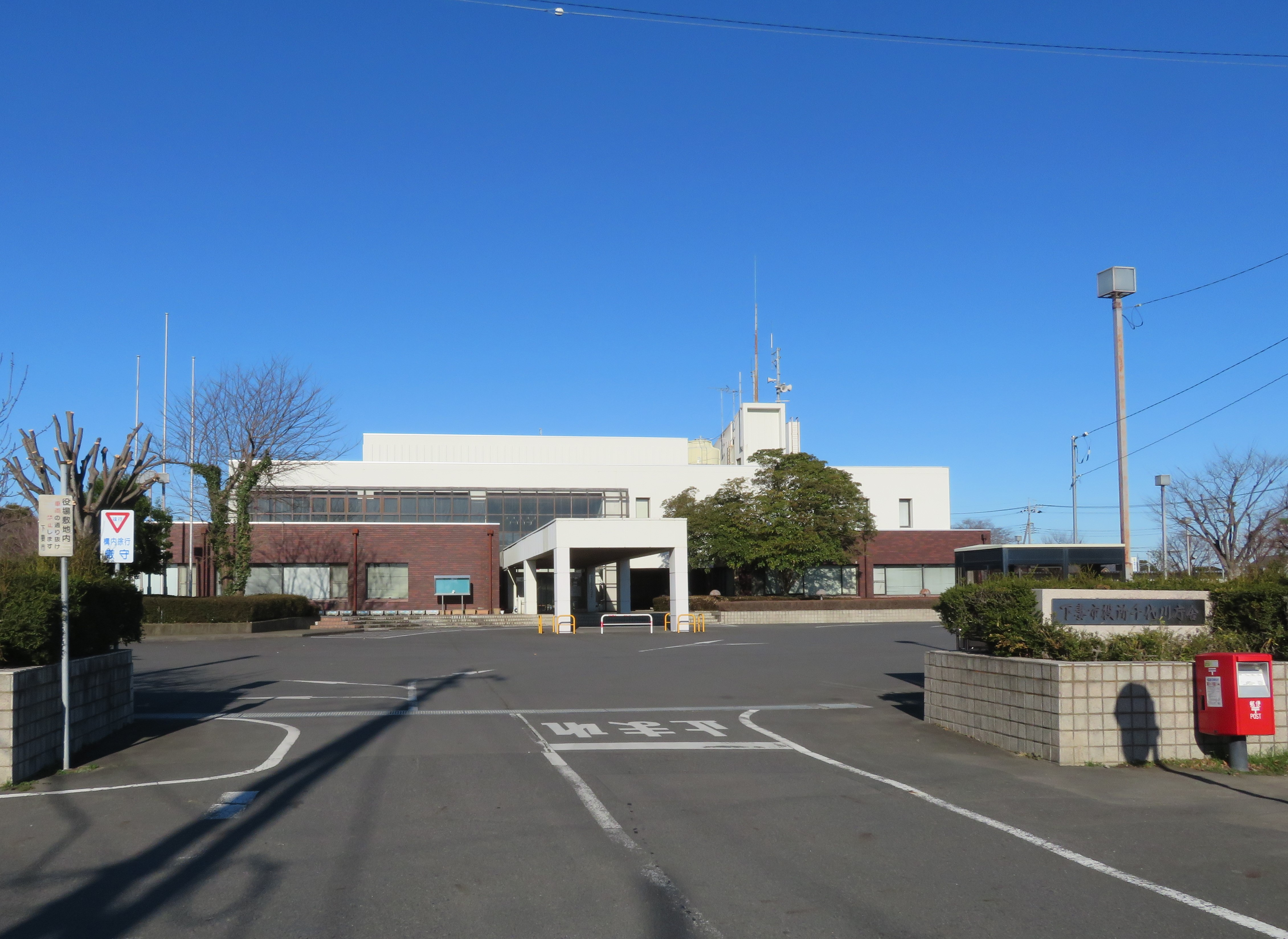
千代川庁舎（旧千代川村役場）

- 市長：菊池博（2018年4月14日就任、2期目）
- 歴代市長
初代：澤部元信[注釈 1]（1954年 - 1955年）
2代：横瀬花兄七（1955年 - 1959年）
3代：澤部元信（1959年- 1963年）
4代：中山繁（1963年- 1967年）
5代：加藤俊介（1967年 - 1981年）
6代：鳩貝充（1981年 - 1988年）
7代：横島良市（1988年 - 1995年）
8代：山中博（1995年 - 2002年）
9代：小倉敏雄（2002年 - 2010年）
10代：稲葉本治（2010年 - 2018年）

市庁舎
- 本庁舎・第二庁舎
- 千代川庁舎

## 議会

### 市議会
- 定数：18人
- 議長：須藤豊次
- 副議長：宇梶浩太

### 県議会
- 選挙区：下妻市選挙区
- 定数：1人
- 任期：2023年1月8日 - 2027年1月7日
- 投票日：2022年12月11日
- 当日有権者数：34,157人
- 投票率：46.00％

| 候補者名 | 当落 | 年齢 | 所属党派   | 新旧別 | 得票数  |
| -------- | ---- | ---- | ---------- | ------ | ------- |
| 飯塚秋男 | 当   | 70   | 自由民主党 | 現     | 8,999票 |
| 程塚智則 | 落   | 45   | 無所属     | 新     | 6,564票 |

### 衆議院
- 選挙区：茨城7区（古河市、結城市、下妻市、常総市、坂東市、結城郡、猿島郡）
- 投票日：2024年10月27日
- 当日有権者数：322,657人
- 投票率：52.52％

| 当落 | 候補者名 | 年齢 | 所属党派   | 新旧別 | 得票数   | 重複 |
| ---- | -------- | ---- | ---------- | ------ | -------- | ---- |
| 当   | 中村勇太 | 38   | 無所属     | 新     | 87,187票 |      |
| 比当 | 永岡桂子 | 70   | 自由民主党 | 前     | 77,224票 | ○    |

## 産業
- 平成27年の国勢調査では第2次産業と第3次産業の就業者割合が全体の9割以上となっている[1]。
- 茨城県の銘柄豚「ローズポーク」の産地の1つである[9]。

## 交通

### 鉄道
- 関東鉄道
  - ■ 常総線
    - 宗道駅 - 下妻駅 - 大宝駅 - 騰波ノ江駅
- 中心となる駅：下妻駅

### バス
- 関東鉄道
- 下妻市コミュニティバス「シモンちゃんバス」
- この他、茨城観光自動車（茨観）の路線やジェイアールバス関東の路線（南筑波線）もあったが、撤退している。

### 道路
東西と南北に2本の国道が交差して走り、鉄道が南北に通っている。路線バスにより、つくば市・土浦市方面と結ばれている。
- 一般国道
  - 国道125号
  - 国道294号
  - 国道408号（全区間、国道125号、国道294号と重複）
- 主要地方道
  - 茨城県道15号結城下妻線
  - 茨城県道56号つくば古河線
- 一般県道
  - 茨城県道129号下妻常総線
  - 茨城県道131号下妻真壁線
  - 茨城県道133号赤浜谷田部線
  - 茨城県道214号沼田下妻線
  - 茨城県道217号皆葉崎房線
  - 茨城県道233号山王下妻線
  - 茨城県道333号宗道停車場線
  - 茨城県道334号下妻停車場線
  - 茨城県道357号谷和原筑西線
- 道の駅
  - 道の駅しもつま

## 地域

### 郵便
市内の集配業務は全て下妻郵便局が受け持っている。
- 下妻郵便局(集配局)
- 大形郵便局
- 上妻郵便局
- 下妻砂沼郵便局

- 大宝郵便局
- 高道祖(たかさい)郵便局
- 千代川郵便局
- 若柳簡易郵便局(2021年1月1日廃止[10])

### 学校
- 高等学校
  - 茨城県立下妻第一高等学校
  - 茨城県立下妻第二高等学校

- 小学校
  - 市立下妻小学校
  - 市立大宝小学校
  - 市立騰波ノ江小学校
  - 市立上妻小学校
  - 市立総上小学校
  - 市立豊加美小学校
  - 市立高道祖小学校
  - 市立宗道小学校
  - 市立大形小学校

- 中学校
  - 市立下妻中学校
  - 市立東部中学校
  - 市立千代川中学校
  - 茨城県立下妻第一高等学校附属中学校

- 特別支援学校
  - 茨城県立下妻特別支援学校

### 電気
かつて下妻町には電燈会社があった。才賀藤吉が1912年（明治45年）2月に事業許可を受け、8月に下妻電気を設立。1913年（大正2年）11月事業開始、供給区域は真壁郡下妻村、関本町、上妻村、大宝村、結城郡豊加美村、宗道村、玉村、総上村、石下町。発電所は持たず下野電力より受電した。1922年（大正11年）茨城電力に合併された。

### コミュニティ
ウェブ上に、下妻市周辺地域のコミュニティ活性化を目的としたコミュニティサイトが開設されている。

### ナンバープレート
- 自動車のナンバープレートは「つくば」表記である。ご当地ナンバーとして新設され、2007年2月13日から導入された。

## 名所・旧跡・観光スポット・祭事・催事
- 砂沼
  - 砂沼サンビーチ – 長塚乙4-1[15]
- 下妻城
- 大宝城（蹟）（関城・大宝城の戦い） - 大宝667[16]
- 大宝八幡宮 – 大宝667[17]
- 小貝川ふれあい公園 – 堀篭1650[18]
- ビアスパークしもつま – 長塚乙70-3[19]
- 下妻市ふるさと博物館 – 長塚乙77[20]
- 筑波サーキット – 村岡乙159
- 曹洞宗 潜龍山多宝院（多寶院、紫雲院） – 下妻乙1035 – 多賀谷氏の菩提寺
- 道の駅しもつま
- 江連用水旧溝宮裏両樋 – 本宗道[21]

## マスコットキャラ

### シモンちゃん

下妻駅前に設置された看板に描かれたシモンちゃん

下妻市の公式サイトに描かれている、オオムラサキを萌え擬人化したキャラクター。株式会社ヘレナメディアリサーチ制作。
新聞のインタビューで「ページのお堅いイメージを払拭して作っただけであり、性別も決めていない」とされている。
総務部情報政策課の管理下におかれているため「市のマスコットキャラクター」というよりも「下妻市公式サイトでの案内キャラクター」である。これまで公式グッズ等の販売は2008年10月に催された「しもつま砂沼フェスティバル」においてグッズ（マグカップ、ミニタオル、キーホルダー）付きのチケットが販売され、2009年10月より下妻駅構内に設置された観光案内所にてストラップが、茨城国体に合わせ受注生産でシモンちゃんが胸にあしらわれたポロシャツが販売されたことがあった。現在は「道の駅しもつま」でキャラクター入りの手ぬぐいが販売されている。
2011年6月16日には、江戸時代の街道「下妻街道」の基点となっていた場所で、下妻と縁のある東京都足立区千住の北千住駅近くに、シモンちゃんにちなんで名づけられた下妻市特産品アンテナショップ「シモンちゃんの家」が開店し、看板にシモンちゃんが描かれた（現在は閉店）。
2015年には市内の原動機付自転車のナンバープレートの図柄に期間限定で採用されたほか、2017年から市内を走るコミュニティバスのラッピングマスコットにもなっている。

## 著名な出身者
- 飯村丈三郎（政治家、実業家、教育者）
- 龍胆寺雄（作家）
- 大島宇一（政治家、元東京都小平市長）
- 北垣信行（ロシア文学）
- 渡辺篤史（俳優）
- 塚田真希（アテネオリンピック 柔道女子78kg超級金メダリスト）
- 粟野靖浩（2010年世界柔道選手権大会73kg級銅メダリスト）
- 薗部博之（ゲームクリエイター、『ダービースタリオン』制作者）
- 宮島一代（元Jリーグ審判員・元国際副審・元AFCエリートレフェリー・現JFAトップレフェリーインストラクター）
- 磯山和司（元プロサッカー選手）
- 中野龍雄（プロレスラー）
- 横瀬夜雨（詩人）
- 早川正夫（建築家）
- 市村緑郎（彫刻家、埼玉大学名誉教授、砂沼大橋の「飛翔」の作者、日本芸術院賞受賞者）
- 野村浩二（お笑いコンビ・江戸むらさき）
- 磯山良司（お笑いコンビ・江戸むらさき）
- 黒須成美（近代五種選手）
- 西城慶子（歌手）
- 広澤克実 （元プロ野球選手・ヤクルト、巨人、阪神に在籍していた。出生〜10歳まで当市で育ち、その後県西部の結城市に転居。）
- 大山悠輔（プロ野球選手・阪神タイガース）
- 福西基（教育者、スーパーセンテナリアン。かつて日本国内最高齢男性となった人物。）
- 前野智昭（声優）

### ゆかりの人物
- 中谷元（防衛庁長官（第67代）、防衛大臣（第26・27代）。祖父の中谷貞頼が真壁郡下妻町出身。）
- 澤部佑（お笑い芸人、ハライチのツッコミ担当。曾祖父の澤部元信は市制施行後の初代下妻市長。）

## 知名度と市名の選定
- 映画『下妻物語』（深田恭子・土屋アンナ主演、2004年5月29日公開）の舞台となっている。更にこの年、茨城県立下妻第二高等学校野球部が第86回全国高等学校野球選手権大会に初出場を決め、当市出身の柔道選手の塚田真希が2004年アテネオリンピックに出場して金メダルを獲得したことにより、下妻の名称が全国に知られるようになって、この名称への愛着が強くなったといった市民意識の変化などによって市名の再考を促す動きが大きくなったことで[25]、以下のように広域合併案が白紙になった。
  - 平成の大合併において最初、当市と八千代町・千代川村・石下町で法定合併協議会を設置し、「既存市町村名を使わない」ことを確認した上で2005年3月の新設合併を目指して協議が進められ、2004年5月頃には新市名称として「きぬ」「常総」「常総きぬ」の三点の候補に絞り込み、同年9月下旬には当時設置されていた隣の水海道市・伊奈町・谷和原村の法定合併協議会[注釈 2]が新市名称に「常総市」を決めたためにこれを除外し、他の二択という状況になっていた。しかし上記にあるような事情により、市民から「下妻市の名を残して欲しい」という陳情を集めた署名が1万人以上集まって提出されたことを受け、同年10月18日の協議会の第12回会合において、既存市町村名も候補に加えるように動議が提出された[25][26]。しかしこれに他の3町村の委員らが反発、同年11月22日の第14回会合において当市が脱会する意思を表したことで協議会の解散が決定した[27]。その後翌2005年1月に改めて当市と千代川村との合併協議会が設置され[26]、新市名にも下妻の名を継承した上で翌2006年1月1日の合併で決着した。